# 冯元常
冯元常（？—？），唐朝相州安阳县（今河南省安阳市）人，出自长乐冯氏，冯子琮曾孙。

## 生平
冯元常举明经，唐高宗朝，历监察御史、剑南道巡察使、尚书右丞、兵部侍郎等职，兴利除害。尚书左丞冯元常为高宗信任，高宗晚年多病，常对各部官员说：“朕身体不好，可先与冯元常商量再奏报。”冯元常私下对唐高宗说：“皇后（武则天）威权太重，应该稍加抑制。”唐高宗虽不能采纳，但认为他说得对。唐高宗驾崩，武则天废黜唐中宗，以太后称制，行使皇帝权力，各地争相报告吉兆；嵩阳县令樊文进献一块瑞石，太后於朝堂向百官展示，冯元常上奏：“献石的行为是讨好和欺诈，不应欺骗天下人。”太后因此不高兴，调冯元常出任陇州（今甘肃陇西）刺史，中途改授眉州（今四川眉山）刺史，迁广州都督，所在皆有政绩。李仙嗣叛乱，冯元常奉诏讨伐。后为酷吏周兴所陷，追赴神都，下狱死。

## 家族

### 祖父
- 冯慈让

### 父
- 冯摠，官至监察御史

### 子
- 冯光嗣，官至齐州刺史，由朝散大夫、使持节黄州诸军事、守黄州刺史，改任扬州大都督府司马[1]

### 曾孙
- 冯令问，冯光嗣之孙，官至侍御史[2]

## 延伸阅读
[在维基数据编辑]
 《舊唐書·卷185上》，出自刘昫《舊唐書》
 《新唐書·卷112》，出自《新唐書》